# Пердонико (Бреша)
Пердонико је насеље у Италији у округу Бреша, региону Ломбардија.
Према процени из 2011. у насељу је живело 1 становника. Насеље се налази на надморској висини од 1260 м.